# Dumitru Sigmirean
Dumitru Sigmirean (Nuşeni, 7 de noviembre de 1959 - Nuşeni, 12 de noviembre de 2013) fue un futbolista profesional rumano que jugaba en la demarcación de centrocampista.

## Biografía
Dumitru Sigmirean debutó como futbolista profesional en 1975 con el Gloria Bistrița, donde jugó las primeras cinco temporadas de su carrera.  Ya en 1980 fichó por el FC Argeș Pitești, donde jugó una sola temporada antes de fichar por el FC Olt Scornicești. Tras una temporada, fue traspasado al FC Politehnica Iași. Jugó en la máxima categoría del fútbol rumano, ya que el club ascendió a la Liga I en la temporada anterior. Tras tres temporadas en el club, Sigmirean volvió al Gloria Bistrița para retirarse finalmente como futbolista en 1988 a los 29 años de edad.
Dumitru Sigmirean falleció el 12 de noviembre de 2013 a los 54 años de edad tras sufrir un cáncer pulmonar.

## Clubes
| Club                | País    | Año         |
| ------------------- | ------- | ----------- |
| Gloria Bistrița     | Rumania | 1975 - 1980 |
| FC Argeș Pitești    | Rumania | 1980 - 1981 |
| FC Olt Scornicești  | Rumania | 1981 - 1982 |
| FC Politehnica Iași | Rumania | 1982 - 1985 |
| Gloria Bistrița     | Rumania | 1985 - 1988 |